# Harry Potter und die Heiligtümer des Todes – Teil 2
Harry Potter und die Heiligtümer des Todes – Teil 2 ist ein britisch-US-amerikanischer Fantasyfilm und der Abschluss der Harry-Potter-Reihe. Er basiert auf den letzten vierzehn Kapiteln von Joanne K. Rowlings Buch Harry Potter und die Heiligtümer des Todes. Der Film wurde zusammen mit Harry Potter und die Heiligtümer des Todes – Teil 1 unter der Regie von David Yates produziert, ist allerdings im Gegensatz zu diesem auch in 3D zu sehen. Weltpremiere hatte der Film in London am 7. Juli 2011. Er erschien in Österreich und Deutschland am 13. und in den Vereinigten Staaten am 15. Juli 2011. Der Film wurde für drei Oscars nominiert.

## Handlung
Der Film beginnt mit der letzten Szene des Vorgängerfilms, in der Lord Voldemort das Grab des verstorbenen Albus Dumbledore aufbricht und den mächtigen Elderstab stiehlt. Schulleiter von Hogwarts ist inzwischen Severus Snape, der scheinbar Dumbledore verraten und ermordet hatte.
Harry Potter, Ron Weasley und Hermine Granger befinden sich in Shell Cottage, dem Haus von Rons Bruder Bill. Harry beabsichtigt, mithilfe des Kobolds Griphook in die Bank Gringotts einzubrechen und dort einen Horkrux zu finden, der sich im Verlies von Bellatrix Lestrange befindet. Zum Dank dafür soll Griphook das Schwert von Gryffindor erhalten, obwohl Bill Harry davor warnt, dass Kobolden bei Geschäften nicht immer zu trauen sei. Es gelingt ihnen trotz zahlreicher Abwehrmaßnahmen, in die Bank zu gelangen. Dort finden sie Helga Hufflepuffs Kelch, den Harry als Horkrux erkennt. Nachdem Harry den Kelch entwendet hat, nimmt Griphook das Schwert von Gryffindor, mit dem man Horkruxe zerstören kann, an sich und lässt die drei alleine im Verlies zurück, da er ihnen zwar versprach, ihnen beim Einbruch zu helfen, jedoch nicht, ihr Entkommen zu unterstützen. Auf dem Rücken eines Drachen, der die Verliese bewacht, entkommen Harry, Ron und Hermine schließlich trotzdem der anrückenden Wachmannschaft. Als Voldemort vom Diebstahl des Horkrux erfährt, ermordet er aus Rache alle Gringotts-Angestellten, darunter auch Griphook. Das Schwert von Gryffindor löst sich danach in Nichts auf. Harry, der das Geschehen durch eine Vision miterlebt, sieht sich in seiner Vermutung bestätigt, dass ein weiterer Horkrux in Hogwarts versteckt sein muss. Harry, Hermine und Ron apparieren daraufhin in das Zaubererdorf Hogsmeade. Dumbledores Bruder Aberforth versteckt sie dort in seinem Haus vor den ankommenden Todessern und zeigt ihnen einen neuen Geheimgang in den Raum der Wünsche in Hogwarts, der zu einem Zufluchtsort für rebellierende Schüler geworden ist.
Schulleiter Snape erfährt von Harrys Erscheinen, versammelt daraufhin alle Schüler in der großen Halle und droht ihnen mit Strafe, sollten sie Harrys Aufenthaltsort nicht verraten oder gar mit ihm kooperieren. Daraufhin stellt sich Harry. Er fordert Snape auf, der Schülerschaft zu berichten, wer Dumbledore getötet hat. Plötzlich tauchen die Mitglieder des Phönixordens sowie Ron und Hermine auf. Der Schulleiter flieht nach einem kurzen Kampf gegen Professor McGonagall. Gleichzeitig werden auch die Carrows, die ebenfalls der Lehrerschaft angehören, ausgeschaltet. McGonagall übernimmt sogleich die Kontrolle über Hogwarts und sorgt zusammen mit den anderen Hauslehrern für den vorläufigen Schutz der Schule. So erweckt sie die Kriegerstatuen im Schloss zum Leben und die Lehrerschaft beschwört eine schützende Kuppel über das Schloss.
Harry sucht derweil nach dem verschwundenen Diadem von Rowena Ravenclaw, in dem er einen weiteren Horkrux vermutet. Luna Lovegoods Rat folgend befragt Harry den Hausgeist von Ravenclaw, die Graue Dame, die sich als Ravenclaws Tochter Helena entpuppt. Von ihr erfährt er, dass sich der gesuchte Horkrux im Raum der Wünsche befindet. Inzwischen dringen Ron und Hermine in die Kammer des Schreckens ein, um einen Zahn des toten Basilisken zu holen. Damit durchbohren sie den aus Gringotts gestohlenen Kelch und zerstören so den Horkrux, worauf sie sich in die Arme fallen und küssen. Voldemort, der schmerzhaft den Verlust eines weiteren Teils seiner Seele spürt, bäumt sich auf und zerstört den Schutzschild der Schule. Die Schlacht zwischen den Todessern und den Verteidigern von Hogwarts beginnt.
Draco Malfoy, Gregory Goyle und Blaise Zabini sind derweil Harry in den Raum der Wünsche gefolgt und stellen ihn. Malfoy zögert und so kommen Ron und Hermine gerade rechtzeitig Harry zu Hilfe. Im Gefecht entzündet Goyle ein Dämonsfeuer, in dem er selbst verbrennt. Harry, Ron und Hermine fliehen auf fliegenden Besen, doch Harry entscheidet sich umzukehren und Malfoy und Zabini vor den Flammen zu retten. Harry durchbohrt das Diadem ebenfalls mit einem Basiliskenzahn, und Ron tritt es in den in Flammen stehenden Raum, um den Horkrux endgültig zu zerstören.
Mittlerweile haben die Kampfhandlungen die Schule schwer beschädigt und zahlreiche Zauberer und Hexen sind umgekommen. Als die Drei in die Große Halle zurückkehren, erkennen sie unter den Gefallenen auch Lupin, Tonks und Rons Bruder Fred.
Da der Elderstab sich Voldemort widersetzt, vermutet dieser, dass Snape durch den Mord an Dumbledore zum rechtmäßigen Besitzer des Zauberstabs wurde. Um sich den Gehorsam des Elderstabes zu sichern, ruft er Snape ins Bootshaus von Hogwarts, schneidet ihm mit einem Zauber den Hals auf und lässt seine Schlange Nagini auf ihn los. Nachdem Voldemort das Bootshaus verlassen hat, finden Harry, Ron und Hermine den sterbenden Snape und fangen seine Erinnerungen in Form eines Gedankenstranges auf. Im Denkarium lösen sich damit weitere Rätsel: Snape hat Harrys Mutter Lily schon seit seiner Kindheit geliebt und stand seit ihrer Ermordung durch Voldemort auf der Seite Dumbledores. Snape tötete Dumbledore auf Dumbledores Wunsch, weil Dumbledore durch den bösen Fluch aus Marvolo Gaunts Ring ohnehin dem Tode geweiht war und Snape Voldemort gegenüber so vermeintliche Treue beweisen konnte. Außerdem erfährt Harry, dass er selbst ein Horkrux ist und dass er sich daher von Voldemort persönlich töten lassen muss, um ihn besiegen zu können.
Voldemort stoppt den Angriff auf Hogwarts und fordert Harry auf, sich ihm zu stellen. Auf dem Weg in den Verbotenen Wald trifft Harry auf Ron und Hermine und verabschiedet sich von ihnen. Aus dem in einem Schnatz verborgenen Stein der Auferstehung erscheinen die Schemen von Harrys Eltern, Sirius Black und Remus Lupin, von denen er für seinen letzten Gang Zuspruch erhält. Er betritt eine Waldlichtung und lässt sich dort ohne Gegenwehr von Voldemort töten. Statt zu sterben, findet Harry sich in einer Art Zwischenwelt wieder, die dem Bahnhof King’s Cross ähnelt, und entdeckt eine missgestaltete Kreatur, die Voldemort ähnlich sieht, unter einer Bank. Dumbledore, der daraufhin erscheint, erklärt ihm, dass Harry diesem nicht helfen könne.
Es findet ein Gespräch zwischen ihm und Harry statt, in dem Dumbledore ihm die Geschichte erzählt, wie begeistert er damals von Grindelwald war und dass Arianas Tod ein schrecklicher Unfall war.
Dumbledore erklärt ihm außerdem, Voldemort habe mit dem Todesfluch nur sein eigenes Seelenbruchstück vernichtet, welches in Harry steckte. Harry habe die Wahl zu sterben, indem er einfach auf den nächsten Zug wartet und damit weiterfährt, oder zu den Lebenden zurückzukehren. Als Harry das Bewusstsein wiedererlangt, soll Narzissa Malfoy ihn auf Voldemorts Befehl untersuchen. Obwohl sie erkennt, dass Harry lebt, erklärt sie ihn für tot, nachdem er ihr mit einem kaum wahrnehmbaren Nicken bestätigt hat, dass ihr Sohn Draco ebenfalls lebt. Voldemort kehrt triumphierend mit seinen Todessern zum Schloss zurück. Dabei muss Hagrid den für tot gehaltenen Harry tragen. Auf dem Schulhof fordert Voldemort die Hogwarts-Verteidiger auf, sich ihm anzuschließen, da er mit Harrys Tod gewonnen habe. Nur Draco Malfoy geht nach anfänglichem Zögern zu seinen Eltern, die ihn anflehen, auf ihre Seite zu kommen. Neville stellt sich Voldemort entgegen mit einem Appell, dass Harrys Tod nicht umsonst gewesen sein soll. Diese mutige Tat ermöglicht es ihm, das Schwert von Gryffindor aus dem sprechenden Hut zu ziehen. Als Harry sich daraufhin als lebendig erweist, entbrennt der Kampf erneut. Zahlreiche Todesser fliehen dabei und die Malfoys verlassen das Gelände über die Brücke, da sie mit all dem nichts mehr zu tun haben wollen.
Auf dem Innenhof des Schlosses kommt es zum finalen Duell zwischen Voldemort und Harry und einem letzten Kampf zwischen Schülern, Lehrern, Ordensmitgliedern und Todessern, bei dem Molly Weasley Bellatrix Lestrange tötet. Schließlich schlägt Neville Nagini, Voldemorts letztem Horkrux, mit dem Schwert von Gryffindor den Kopf ab, wodurch er Ron und Hermine das Leben rettet, da die Schlange kurz davor war, zuzubeißen. Nun zeigt sich, dass Voldemort mit seinem Mord an Snape einem Irrtum unterlegen ist. Nicht Snape, sondern Draco Malfoy hatte bereits vor ihm den vorigen Besitzer des Elderstabes – Albus Dumbledore – durch Entwaffnen besiegt. Da Harry später Draco im Haus der Malfoys entwaffnen konnte, ist er der aktuelle Herr des Elderstabes. Als Voldemort Harry mit dem Elderstab angreift, wendet sich dieser gegen Voldemort. Durch seinen eigenen, auf ihn zurückprallenden Todesfluch stirbt Voldemort und löst sich in Asche auf. Harry zerbricht den Elderstab und wirft ihn weg, damit niemand mehr dessen Macht missbrauchen kann.
19 Jahre später gehen neue Schüler mit ihren Familien zum Gleis 9¾ am Londoner Bahnhof King’s Cross. Am Hogwarts-Express treffen sich auch Harry, der inzwischen mit Ginny Weasley verheiratet ist, Ron und Hermine sowie der geläuterte Draco Malfoy, jeweils mit ihren Kindern, wieder. Harrys jüngster Sohn, Albus Severus, macht sich Sorgen, er könne dem Haus Slytherin zugeordnet werden, doch Harry versichert ihm, dies wäre kein Unglück und der sprechende Hut werde seinen Wunsch sicher berücksichtigen.

## Unterschiede zum Buch
Severus Snapes Rauswurf und sein Tod werden im Film anders dargestellt als im Buch. Im Buch trifft Snape in ein Gang auf Professor MacGonagall und die anderen Hauslehrer. Harry und Luna sind unter Harrys Tarnumhang auch anwesend. Er wird nach kurzem Kampf gegen seine ehemaligen Kollegen in ein leeres Klassenzimmer gedrängt und flüchtet, indem er durch ein geschlossenes Fenster springt und davonfliegt. Im Film ist dies durch die Szene in der Großen Halle ersetzt. Und anstatt in der Heulenden Hütte stirbt er im Bootshaus von Hogwarts, außerdem verzaubert Voldemort ihn im Film noch, bevor er die Schlange auf ihn losschickt, im Buch lässt Voldemort Snape gleich von der Schlange töten. Auch das Schicksal von Lucius Malfoy weicht von der Buchvorlage ab, ebenso das von Lavender Brown. In der Szene, in der Harry in King’s Cross auf Dumbledore stößt, ist Harry im Buch anfangs nackt. Später erscheint ihm ein Umhang, den er anzieht. Des Weiteren küssen sich Ron und Hermine im Buch nicht in der Kammer des Schreckens, sondern dann, als Ron feststellt, dass die Elfen in der Küche vergessen wurden. Auch der Endkampf zwischen Harry und Voldemort weicht erheblich zu dem aus dem Buch ab: Im Buch findet dieser in der Großen Halle und nicht draußen im Innenhof statt. Voldemort löst sich im Buch auch nicht in Asche auf, sondern fällt tot zu Boden und seine Leiche wird dann außer Sicht gebracht. Harry wird nach seinem Triumph über Voldemort im Buch von den anwesenden Schülern bejubelt, was im Film fehlt. Das Ende des Elderstabes ist im Film ebenfalls anders als im Buch, wo Harry ihn nur nutzt, um seinen alten Zauberstab zu reparieren.
Im Film taucht im Raum der Wünsche Blaise Zabini anstelle von Crabbe an Malfoys und Goyles Seite auf. Außerdem entzündet Goyle statt Crabbe das Dämonsfeuer und kommt darin um. Die Rolle des Vincent Crabbe wurde aus der Verfilmung des siebten Bandes gestrichen, da Crabbe-Darsteller Jamie Waylett zuvor wegen Drogenbesitzes zu gemeinnütziger Arbeit verurteilt worden war.

## Produktion
Die Produktion des siebten und achten Films fand gleichzeitig statt. Die regulären „Harry Potter“-Dreharbeiten endeten im Juni 2010 mit Aufnahmen für den ersten Teil des Finales. Teile des Epilogs wurden im Dezember 2010 in den Leavesden Studios erneut aufgenommen.
Für die Abschlussszene, in der die Protagonisten 19 Jahre nach der Haupthandlung ihre Kinder zum Zug nach Hogwarts begleiten, wurden keine älteren Schauspieler gecastet. Die Originalbesetzung spielte die Szenen, welche nachher digital überarbeitet wurden, um die Akteure älter aussehen zu lassen.
Szenen mit Luke Newberry als Teddy Lupin wurden aufgenommen, aber aus der Kinofassung geschnitten.
Während der Dreharbeiten verletzte sich im Januar 2009 Daniel Radcliffes Stunt-Double David Holmes, welcher fortan auf einen Rollstuhl angewiesen ist.
Während der Dreharbeiten für die Kampfszenen kam es im März 2010 zu einem Zwischenfall, bei dem sich ein Feuer unkontrolliert ausbreitete und Teile der Kulissen zerstörte, ehe es von der Feuerwehr gelöscht werden konnte.
Im Gegensatz zu Harry Potter und die Heiligtümer des Todes – Teil 1 kam dieser Film nicht nur als 2D, sondern auch in 3D-Fassung ins Kino. Zwar waren im 1. Trailer zu Harry Potter und die Heiligtümer des Todes beide Filme in 3D angekündigt worden, doch kam der erste Teil wegen des Zeitdrucks nicht als 3D-Film ins Kino. Später wurde der erste Teil von Harry Potter und die Heiligtümer des Todes doch noch in 3D konvertiert und auf Blu-ray Disc veröffentlicht.
Im Juli 2009 wurde Vincent Crabbe-Darsteller Jamie Waylett von einem Londoner Gericht zu 120 Stunden gemeinnütziger Arbeit verurteilt, da im April 2009 bei einer Polizeikontrolle Marihuana in seinem Auto und mehrere Cannabispflanzen in der Wohnung seiner Mutter gefunden wurden. Seine Rolle wurde daraufhin aus dem Film gestrichen. So entfacht nicht Crabbe das große Feuer im Raum der Wünsche und stirbt dabei, sondern Goyle (Joshua Herdman).

### Filmmusik
Der Komponist der Filmmusik der ersten drei Filme der Filmreihe und „Hedwig’s Theme“, John Williams, bekundete seine Absicht, erneut die Filmmusik für Harry Potter und die Heiligtümer des Todes – Teil 2 zu schreiben. Regisseur David Yates signalisierte die Bereitschaft, mit Williams zusammenzuarbeiten, aber aufgrund anderer zeitlicher Verpflichtungen von Williams kam es zu keiner Zusammenarbeit.
Regisseur David Yates bot daher bereits beim Produktionsprozess zum Soundtrack von Harry Potter und die Heiligtümer des Todes – Teil 1 dem Komponisten Alexandre Desplat die Arbeit zum Soundtrack der Fortsetzung an. Im November 2010 wurde die Verpflichtung von Desplat von Warner Bros. offiziell bekanntgegeben. Die Arbeiten am Soundtrack begannen Anfang 2011 und endeten am 27. Mai 2011 mit dem London Symphony Orchestra unter Leitung von Conrad Pope in den Abbey Road Studios.
Desplat verwendet an mehreren Stellen teils abgewandelte Themen anderer Komponisten der Filmreihe. Als das Trio Harry, Ron und Hermine nach langer Abwesenheit nach Hogwarts zurückkehrt, wird eine Abwandlung von „Hedwig’s Theme“ eingespielt, die bereits in Harry Potter und die Kammer des Schreckens verwendet wurde und von John Williams komponiert wurde. Ebenso wird eine Abwandlung von Nicholas Hoopers „The Kiss“ aus Harry Potter und der Orden des Phönix und „Dumbledore’s Farewell“ aus Harry Potter und der Halbblutprinz verwendet. Die Epilogszene ist mit „Leaving Hogwarts“ und der Abspann mit „Hedwig’s Theme“ aus Williams Soundtrack zu Harry Potter und der Stein der Weisen vertont.
Bezüglich der Verwendung von Williams’ „Hedwig’s Theme“ äußerte Desplat:

“Well, we all know there’s one theme, which has become iconic, Hedwig’s Theme from John Williams. This theme is crucial to the success of the story, and it would have been disrespectful and stupid for me not to use it at the crucial moments where we need to refer to these ten years of friendships that we’ve all had with these characters and kids, so Hedwig’s Theme does reoccur a lot more [than] in Part 1 where loss of innocence was the main theme of the film […].”

„Nun, wir alle wissen, dass es ein Thema gibt, das ikonisch wurde, und zwar Hedwig’s Theme von John Williams. Dieses Thema ist wesentlich für den Erfolg der Geschichte und es wäre mir dumm und respektlos erschienen, es nicht für die entscheidenden Momente zu verwenden, in denen wir uns auf unsere zehnjährige Freundschaft mit den Figuren und Kindern beziehen müssen. Deshalb erscheint Hedwig’s Theme viel häufiger [als] in Teil 1, wo der Verlust der Unschuld das Hauptthema des Films war […]“

Der Soundtrack des Trailers stammt von Immediate Music und heißt Lords of the Realm. Dieser Soundtrack wurde auch im Hauptmenü der DVD zum Film verwendet. Andere Soundtracks der Trailer zum Film sind Glacial Supremacy und Absolute Anthropoid von Pfeifer Broz und Dragon’s Demise von Brand X Music.

### Synchronisation
Die deutsche Synchronisation von Harry Potter und die Heiligtümer des Todes – Teil 2 wurde von der FFS Film- & Fernseh-Synchron GmbH in München angefertigt. Für Dialogbuch und -regie zeichnete Frank Schaff verantwortlich.
| Rolle                                   | Darsteller           | Synchronsprecher      |
| Hauptfiguren                            | Hauptfiguren         | Hauptfiguren          |
| --------------------------------------- | -------------------- | --------------------- |
| Harry Potter                            | Daniel Radcliffe     | Nico Sablik           |
| Ron Weasley                             | Rupert Grint         | Max Felder            |
| Hermine Granger                         | Emma Watson          | Gabrielle Pietermann  |
| Voldemort und seine Anhänger (Todesser) |                      |                       |
| Bellatrix Lestrange                     | Helena Bonham Carter | Elisabeth Günther     |
| Draco Malfoy                            | Tom Felton           | Moritz Pertramer      |
| Lord Voldemort                          | Ralph Fiennes        | Udo Schenk            |
| Lucius Malfoy                           | Jason Isaacs         | Wolfgang Müller       |
| Narzissa Malfoy                         | Helen McCrory        | Madeleine Stolze      |
| Pius Thicknesse                         | Guy Henry            | Matthias Klie         |
| Mitglieder des Ordens des Phönix        |                      |                       |
| Remus Lupin                             | David Thewlis        | Frank Röth            |
| Arthur Weasley                          | Mark Williams        | Leon Rainer           |
| Molly Weasley                           | Julie Walters        | Katharina Lopinski    |
| Bill Weasley                            | Domhnall Gleeson     | Sebastian Winkler     |
| Fleur Delacour                          | Clémence Poésy       | Tatjana Pokorny       |
| Nymphadora Tonks                        | Natalia Tena         | Kathrin Gaube         |
| Rubeus Hagrid                           | Robbie Coltrane      | Hartmut Neugebauer    |
| Kingsley Shacklebolt                    | George Harris        | Oliver Stritzel       |
| Aberforth Dumbledore                    | Ciarán Hinds         | Klaus Sonnenschein    |
| Sirius Black                            | Gary Oldman          | Pierre Peters-Arnolds |
| Lily Potter                             | Geraldine Somerville | Sonja Reichelt        |
| James Potter                            | Adrian Rawlins       | Udo Wachtveitl        |
| Fred Weasley                            | James Phelps         | Stefan Günther        |
| George Weasley                          | Oliver Phelps        | Stefan Günther        |

| Rolle                    | Darsteller              | Synchronsprecher        |
| Lehrkörper von Hogwarts  | Lehrkörper von Hogwarts | Lehrkörper von Hogwarts |
| ------------------------ | ----------------------- | ----------------------- |
| Prof. Albus Dumbledore   | Michael Gambon          | Wolfgang Hess           |
| Prof. Severus Snape      | Alan Rickman            | Bernd Rumpf             |
| Prof. Filius Flitwick    | Warwick Davis           | Mogens von Gadow        |
| Prof. Horace Slughorn    | Jim Broadbent           | Horst Sachtleben        |
| Prof. Minerva McGonagall | Maggie Smith            | Barbara Adolph          |
| Prof. Sibyll Trelawney   | Emma Thompson           | Viktoria Brams          |
| Argus Filch              | David Bradley           | Fred Maire              |
| Andere                   |                         |                         |
| Luna Lovegood            | Evanna Lynch            | Laura Elßel             |
| Neville Longbottom       | Matthew Lewis           | Fabian Rohm             |
| Cedric Diggory           | Robert Pattinson        | Clemens Ostermann       |
| Ginny Weasley            | Bonnie Wright           | Marcia von Rebay        |
| Cho Chang                | Katie Leung             | Farina Brock            |
| Griphook                 | Warwick Davis           | Kai Taschner            |
| Helena Ravenclaw         | Kelly Macdonald         | Uschi Hugo              |
| Mr. Ollivander           | John Hurt               | Thomas Fritsch          |
| Muggel                   |                         |                         |
| Vernon Dursley           | Richard Griffiths       | Harald Dietl            |
| Petunia Dursley          | Fiona Shaw              | Marion Hartmann         |
| Dudley Dursley           | Harry Melling           | Karim El Kammouchi      |

## Marketing
Bereits 2010 waren zwei Trailer zu Harry Potter und die Heiligtümer des Todes erschienen, die Szenen aus beiden Teilen enthielten. Ein erstes, sich nur auf den zweiten Teil beziehendes Featurette wurde am 17. März 2011 auf ABC Family gezeigt. Neben kurzen Interviewsequenzen mit Daniel Radcliffe, Rupert Grint, Emma Watson, David Heyman, David Barron und David Yates enthielt es Einblicke in bislang noch nicht gezeigte Szenen.
Am 28. März 2011 wurde ein erstes Poster veröffentlicht, das Harry und Voldemort einander anstarrend zeigt, der Elderstab zwischen ihnen.
Der erste Trailer zum Film wurde am 27. April fast gleichzeitig auf Englisch, Französisch und Deutsch veröffentlicht. Am 16. Juni 2011 wurde der zweite (und letzte) Trailer auf Englisch, eine Woche später auf Deutsch veröffentlicht.
Die deutsche Free-TV-Premiere des Films war am 3. November 2013 auf RTL.

## Finanzieller Erfolg

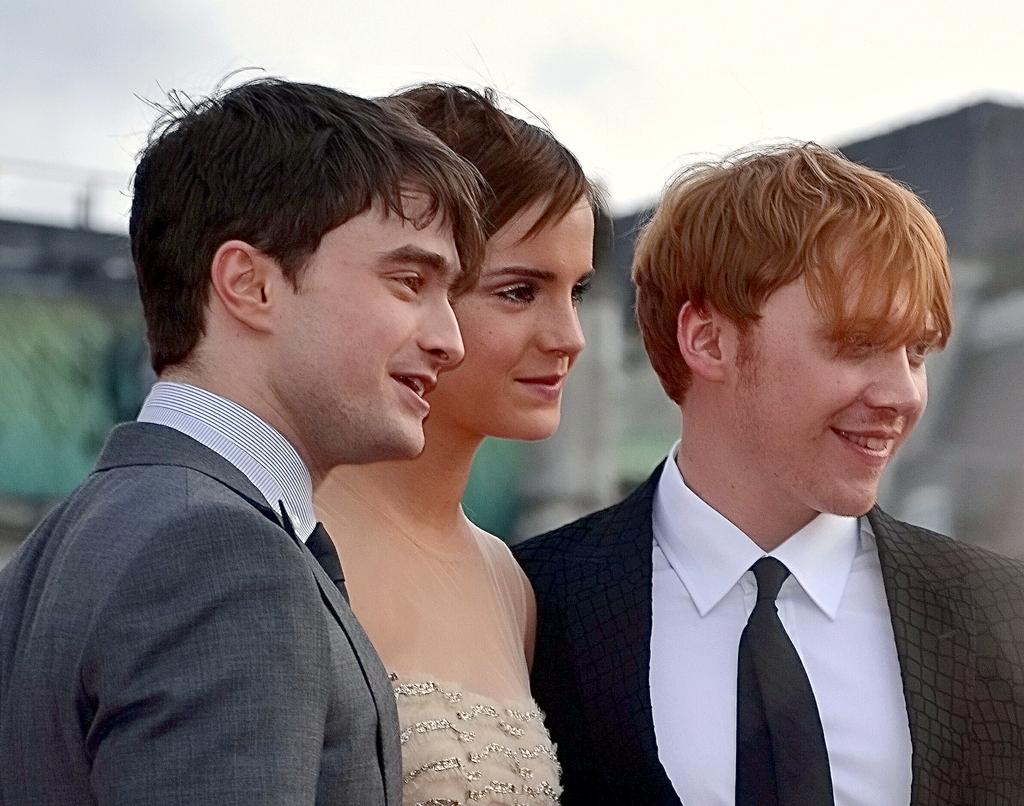
Die drei Hauptdarsteller bei der Premiere des Films

Schon in den ersten vier Tagen gingen rund 1.580.000 Besucher in Deutschland ins Kino, um den letzten Teil des siebten Bandes zu sehen.
Den Film sahen 2011 6,5 Millionen Besucher in deutschen Kinosälen.
Der achte Film der Harry-Potter-Reihe hat zudem mehrere Rekorde gebrochen: Weltweit wurden am Startwochenende rund 483 Millionen US-Dollar eingespielt. 93 Millionen davon alleine am ersten Tag. Der Film hat es außerdem geschafft, innerhalb von zwei Tagen die 100-Millionen-Dollar-Marke zu erreichen bzw. die 160-Millionen-Dollar-Marke in drei Tagen. Außerdem erreichte er die Eine-Milliarde-Dollar-Marke, noch vor Avatar – Aufbruch nach Pandora, in einer Rekordzeit von 19 Tagen.
Harry Potter und die Heiligtümer des Todes – Teil 2 ist mit rund 1,342 Milliarden US-Dollar der finanziell erfolgreichste Film der Harry-Potter-Reihe und des Jahres 2011. Er belegt damit Platz 21 (Stand: 19. April 2025) der erfolgreichsten Filme.

## Rezeption

### Kritiken
Harry Potter und die Heiligtümer des Todes – Teil 2  erhielt ein sehr gutes Presseecho, was sich auch in den Auswertungen US-amerikanischer Aggregatoren widerspiegelt. So erfasst Rotten Tomatoes fast ausschließlich wohlwollende Besprechungen und ordnet den Film damit als „Verbrieft Frisch“ ein. Metacritic ermittelt aus den vorliegenden Bewertungen „Einhelliges Lob“. Auf beiden Plattformen ist der Film damit der am besten bewertete Teil der Reihe.
Kritiker heben den „kraftvollsten Film“ der Serie als „epischen Abschluss“, „würdigen Höhepunkt“ und „würdevolles Ende“ hervor. Der Film sei ein „Abenteuer voller beispielloser Spannung, das Ihnen den Atem rauben wird“, besitze aber auch die „notwendigen Ruhemomente“ und sei ein Beweis dafür, dass David Yates der „größte Blockbuster-Regisseur seit Steven Spielberg“ sei.
Die Stimmung des Films sei „düster“ die Reihe habe sich von harmloser Fantasy für Kinder, zu „Gothic-Horror für junge Erwachsene“ entwickelt. Das Produktionsdesign von Stuart Craig wurde als „wundervoll“, „meisterhaft“ und „hübsch auf eine düstere Art“ gelobt. Manche verglichen den Film mit einem Kriegsfilm, bezeichneten den Kampf in Hogwarts als „apokalyptischen Blitzkrieg“ oder fühlten sich bei den Bildern der Trümmer an den Zweiten Weltkrieg erinnert.
Die Qualität des Drehbuchs von Steve Kloves wurde unterschiedlich bewertet. Positiv wurde hervorgehoben, dass der Film mit etwas über zwei Stunden der kürzeste Teil der Serie sei, eine „perfekte Länge“, die ihn „kompakt [und] mitreißend“ mache. Andere kritisierten, durch die Größe des Casts und die komprimierte Handlung hätten viele Figuren nicht viel mehr als Cameo-Auftritte, bei denen keine Charakterentwicklung möglich sei. Die Adaption sei originalgetreu, doch einige Kritiker bemängelten, dass es für Zuschauer, die die Vorlage nicht kennen, schwierig sei, der Geschichte zu folgen. Dumbledores Hintergrundgeschichte sei stark gekürzt und „nicht richtig aufgedröselt“. Auch die Romanzen zwischen Ron und Hermine bzw. Harry und Ginny konnten nicht alle Kritiker überzeugen.
Der letzte Auftritt von Alan Rickman als Severus Snape wurde als „brillant“ und eine „Darbietung von echter Tiefe“ bezeichnet und als die „vielleicht beste Szene des ganzen Films“. Auch die anderen hochkarätig besetzten Nebendarsteller wurden gelobt. Die drei Hauptdarsteller erhielten gemischte Kritiken. Anthony Quinn von The Independent war von Daniel Radcliffes schauspielerischen Leistungen „weiterhin nicht überzeugt“, während Emma Watson und Rupert Grint „recht vielversprechend“ seien. Laut Peter Rainer von The Christian Science Monitor seien die schauspielerischen Leistungen für die Anforderungen der Rollen zwar „völlig angemessen“, aber kämen nicht an die der Nebendarsteller heran. Für Sukhdev Sandhu war Daniel Radcliffe in diesem Film hingegen eine „Offenbarung“ der von einer „plötzlichen Selbstsicherheit – aber auch Traurigkeit – besessen“ sei und auch Amy Biancolli schrieb im Houston Chronicle, dass Radcliffe sich zu einem „subtilen und effektiven Schauspieler“ entwickelt habe.
Die Inszenierung der Action-Sequenzen wurde gelobt, insbesondere der Besuch der unterirdischen Tresorräume von Gringotts und die anschließende Flucht auf dem Rücken eines Drachen wurde als „packend“, „genial“ und „atemberaubend“ hervorgehoben. Die visuellen Effekte seien „kraftvoll und elegant“, Lou Lumenick von der New York Post bezeichnete sie gar als „die besten, die ich je gesehen habe“. Amy Biancoli nannte die Schlacht um Hogwarts einen „absolute[n] Kracher, sowohl von biblischem Ausmaß als auch von persönlicher Tragweite.“ Das finale Duell zwischen Harry und Voldemort wurde von einigen jedoch als „antiklimaktisch“ empfunden, wenn „Harrys Kräfte, dargestellt durch einen grünlichen Lichtblitz, gegen Voldemorts Kräfte, einen gelblichen Blitz, antreten. Es ist Zickzack gegen Zickzack, ohne sichtbare Strategie oder Geschicklichkeit“.
Amy Biancolli bezeichnete die 3D-Konvertierung des Films als „die beste, die ich je gesehen habe“, Peter Travers betonte jedoch, dass der Film diese nicht gebraucht hätte, während James Berardinelli sie gar als „schlampig und schädlich für das Gesamterlebnis des Kinobesuchs“ kritisierte.
Viele Kritiker lobten den Epilog des Films, waren von ihm gerührt und empfanden das Finale der Filmreihe als befriedigender als den „nicht enden wollenden Schluss“ von Der Herr der Ringe: Die Rückkehr des Königs.
Auch das Publikum zeigte sich überdurchschnittlich zufrieden. So vergaben US-Kinobesucher einen CinemaScore von A entsprechend der deutschen Schulnote 1. Außerdem setzen die Nutzer der Filmdatenbank IMDb Heiligtümer des Todes 2 auf Platz 178 ihrer Top 250 beliebtesten Filme.

### Auszeichnungen
Oscar 2012
- Nominierung in der Kategorie Bestes Szenenbild für Stuart Craig und Stephenie McMillan
- Nominierung in der Kategorie Bestes Make-Up für Nick Dudman, Amanda Knight und Lisa Tomblin
- Nominierung in der Kategorie Beste visuelle Effekte für Tim Burke, David Vickery, Greg Butler und John Richardson

British Academy Film Awards 2012
- Ausgezeichnet: 
  - In der Kategorie Beste visuelle Effekte für Tim Burke, David Vickery, Greg Butler und John Richardson
- Nominiert: 
  - In der Kategorie Bestes Szenenbild für Stuart Craig und Stephenie McMillan
  - In der Kategorie Bester Ton für James Mather, Stuart Wilson, Stuart Hilliker, Mike Dowson und Adam Scrivener
  - In der Kategorie Beste Maske für Amanda Knight und Lisa Tomblin